# Tipulamima hypocalla
Tipulamima hypocalla là một loài bướm đêm thuộc họ Sesiidae. Nó được biết đến ở Angola.